# الحزب البنجابي في ماليزيا
الحزب البنجابي في ماليزيا (بالملايوية: Parti Punjabi Malaysia)‏، (بالبنجابية: ਪੰਜਾਬੀ ਪਾਰਟੀ ਮਲੇਸ਼ੀਆ)‏ هو حزب سياسي ماليزي تم تشكيله في عام 1986 ولكن تم تسجيله بنجاح فقط في عام 2003 لتمثيل مصالح المجتمع البنجابي الهندي الماليزي. إنه الحزب الوحيد في ماليزيا الذي تأسس على وجه التحديد من أجل مصالح شعب البنجاب في ماليزيا. كما يدافع الحزب عن حقوق المعتقد الديني السيخي. كان الحزب مؤيدًا لتحالف باريسان ناسيونال قبل سقوطه في الانتخابات العامة لعام 2018، وكان يحاول الانضمام إلى التحالف الحاكم السابق.

## الرئيس
1. جيسوانت سينغ (1986-2002)
2. البروفيسور داتو د. غورديب بيركاش سينغ (2002-2010)
3. سوشيل كور (2010-2013)[6]
4. داتوك جورجيت سينغ راندي (23 نوفمبر 2013 - حاليًا) [7]

## روابط خارجية
- الموقع الرسمي
- الحزب البنجابي في ماليزيا  على فيسبوك.